# Libambami Yedibahoma
Libambami Yedibahoma (Lomé, 13 de janeiro de 1979) é um ex-futebolista profissional togolês que atuava como atacante.

## Carreira
Libambami Yedibahoma representou o elenco da Seleção Togolesa de Futebol no Campeonato Africano das Nações de 2000.